# 裏千家

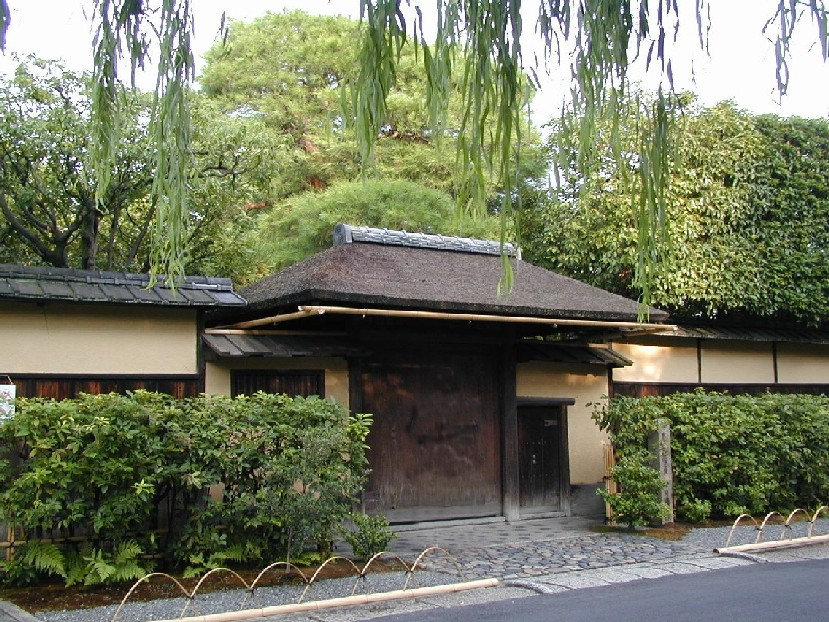
裏千家今日庵的兜門

裏千家（日语：／ Urasenke）是茶道流派之一。「裏千家」可以指家元和其家族所構成的宗家、也可以指財團法人裏千家今日庵的法人組織、或是包含弟子・門下生的流派組織。是茶道諸流派中最大的流派。
裏千家之名是相對於繼承千利休家督的本家表千家（不審菴），今日庵位在街道裏側之意。宗家位在京都市上京區小川寺之內上，和表千家宗家隣接。茶室・今日庵（日语：／ Konnichian）也是裏千家的代名詞。「千家」原指本家的表千家，但因裏千家的活躍，近年和其分家武者小路千家合稱為「三千家」（さんせんけ）。

## 許狀
「許狀」是學習的書面許可，和含有實力認定的「免狀」「免許」「段位」等不同。
| 許狀       | 概要 | 資格            |
| ---------- | ---- | --------------- |
| 入門       |      | 初級            |
| 小習       |      | 初級            |
| 茶箱點     |      | 初級            |
| 茶通箱     |      | 中級            |
| 唐物       |      | 中級            |
| 台天目     |      | 中級            |
| 盆點       |      | 中級            |
| 和巾點     |      | 中級            |
| 行之行台子 |      | 上級 （助講師） |
| 大圓草     |      | 上級 （助講師） |
| 引次       |      | 上級 （助講師） |
| 真之行台子 |      | 講師            |
| 大圓真     |      | 講師            |
| 正引次     |      | 講師            |
| 茶名       |      | 專任講師        |
| 準教授     |      | 助教授          |

## 歷代家元
千利休過世後，繼承傍系少庵（後妻之子）之後的宗旦在京都構築宅邸。宗旦讓三男宗左繼承千家家督，成為本家的表千家；次男宗守自立為武者小路千家，四男宗室則自立為裏千家。此為三千家之始，各家皆以利休為初代家元。裏千家的傳統是家元承襲四代仙叟之諱「宗室」。

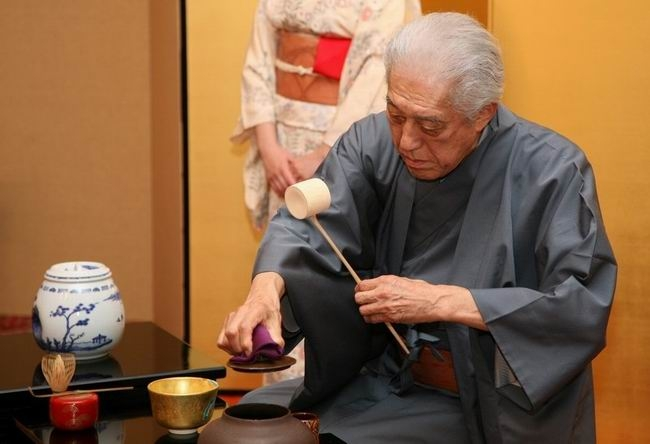
第十五代千宗室

| 代   | 道號法諱 | 齋號   | 生没年                 | 備考                                                |
| ---- | -------- | ------ | ---------------------- | --------------------------------------------------- |
| 初   | 利休宗易 | 抛筌齋 | 1522年- 1591年2月28日  | 利休忌3月28日                                       |
| 二   | 少庵宗淳 |        | 1546年- 1614年9月7日   | 利休之後妻宗恩之子、女婿                            |
| 三   | 元伯宗旦 | 咄々齋 | 1578年- 1658年12月19日 | 元叔・寒雲                                          |
| 四   | 仙叟宗室 | 臘月庵 | 1622年- 1697年1月23日  | 宗旦之末子 以後代代家督繼承者稱作宗室               |
| 五   | 常叟宗室 | 不休齋 | 1673年- 1704年5月14日  | 加賀藩・松山藩茶道指南初代 指南持續到幕末           |
| 六   | 泰叟宗室 | 六閑齋 | 1694年- 1726年8月28日  | 稱作宗安                                            |
| 七   | 竺叟宗室 | 最々齋 | 1709年- 1733年3月2日   | 表千家七代如心齋之弟 稱作宗乾                       |
| 八   | 一燈宗室 | 又玄齋 | 1719年- 1771年2月2日   | 表千家七代如心齋和竺叟宗室之弟                      |
| 九   | 石翁宗室 | 不見齋 | 1746年- 1801年9月26日  | 稱作寒雲、玄室                                      |
| 十   | 柏叟宗室 | 認得齋 | 1770年- 1826年8月24日  | 夫人松室宗江是優秀的茶人                            |
| 十一 | 精中宗室 | 玄々齋 | 1810年- 1877年7月11日  | 三河國奧殿領主大給松平乘友之子                      |
| 十二 | 直叟玄室 | 又玅齋 | 1852年- 1917年12月8日  | 京角倉家・角倉玄祐之子                              |
| 十三 | 鐵中宗室 | 圓能齋 | 1872年- 1924年8月5日   | 對流軒・盡力於近代化                                |
| 十四 | 碩叟宗室 | 無限齋 | 1893年- 1964年9月7日   | 襲名以前稱作玄句齋永世、玄句齋宗叔 淡々齋之名較有名 |
| 十五 | 汎叟宗室 | 鵬雲齋 | 1923年- 2025年8月14日  | 襲名以前稱作宗興 大宗匠「千玄室」                   |
| 十六 | 玄黙宗室 | 坐忘齋 | 1956年-                | 襲名以前稱作宗之 當代                               |

## 外部連結
- 裏千家（页面存档备份，存于）